# جيف مرزا
جيف مرزا (بالإنجليزية: Jeff Mirza)‏ هو كوميدي ارتجالي وممثل بريطاني، ولد في 3 فبراير 1964 في جنوب أفريقيا.

## وصلات خارجية
- جيف مرزا على موقع IMDb (الإنجليزية)
- جيف مرزا على موقع ألو سيني (الفرنسية)
- جيف مرزا على موقع أول موفي (الإنجليزية)
- جيف مرزا على موقع قاعدة بيانات الفيلم (الإنجليزية)
- جيف مرزا على موقع كينوبويسك (الروسية)